# Liste d'entreprises du secteur de la pomme de terre
Cette  liste d'entreprises du secteur de la pomme de terre, recense les entreprises appartenant aux branches suivantes : 
- production de fécule de pomme de terre ;
- production de produits transformés de pomme de terre à usage alimentaire, surgelés, déshydratés, appertisés ou conservés sous vide (5e gamme) ;
- production de plants de pomme de terre ;
- commercialisation de pommes de terre.

## Fécule et produits dérivés
- Agrana Stärke GmbH (groupe Agrana) (Autriche) ;
- AKV Langholt (Danemark) ;
- Avebe (Pays-Bas) ;
- China Essence Group (Chine) ;
- Emsland (Allemagne) ;
- Hoff Norske PotetIndustrier (Norvège) ;
- Kartoffelmelcentralen (Danemark) ;
- Lyckeby Staerkelsen (Suède) ;
- Manitoba Starch Products (Canada) ;
- Roquette Frères (France) ;
- Solanyl Biopolymers (Canada) ;
- Wielkopolskie Przedsiebiorstwo Przemyslu Ziemniaczanego (Pologne) ;

## Produits transformés de pomme de terre
- Agristo  (Belgique) ;
- Altho (France) ;
- Amica Chips (Italie) ;
- Aviko (Pays-Bas) ;
- Chips AB (Finlande) ;
- Clarebout Potatoes (Belgique) ;
- Ecofrost (Belgique) ;
- Farm Frites (Pays-Bas) ;
- Frito-Lay (États-Unis) ;
- Humpty Dumpty Snack Foods (Canada) ;
- Intersnack (Allemagne) ;
- Lamb Weston (États-Unis) ;
- Lunor (France) ;
- Lutosa (Belgique) ;
- McCain Foods (Canada) ;
- Mydibel (Belgique) ;
- Old Dutch Foods (Canada) ;
- Ore-Ida (États-Unis) ;
- Pfanni (Allemagne) ;
- Potatoking Foods (Inde) ;
- Simplot (États-Unis) ;
- Tayto (Irlande) ;
- Tika Chips (Chili) ;
- Unichips (Italie) ;

## Plants de pomme de terre
- Agrico (Pays-Bas) ;
- Averis Seeds (filiale d'Avebe)  (Pays-Bas) ;
- Bretagne-Plants (France) ;
- Comité Nord (France) ;
- De Nijs (Pays-Bas) ;
- Europlant (Allemagne) ;
- Germicopa (France) ;
- Grocep (France) ;
- HZPC Holland (Pays-Bas) ;
- KWS (Allemagne) et sa filiale KWS Potato BV (Pays-Bas)
- Meijer (Pays-Bas) ;
- Pan European Potato Enterprise  (Royaume-Uni) ;
- Pseedco  (Royaume-Uni) ;
- Solana (Allemagne)